# Trappistinnenkloster Kibungo
Das Trappistinnenkloster Kibungo, offizieller Name Soeurs Trappistines, ist seit 2000 ein Kloster der Trappistinnen in Kibungo im Bistum Kibungo in Ruanda.

## Geschichte
Ruandische Schwestern der Trappistinnenabtei Clarté-Dieu, die dort seit 1996 nicht mehr in Sicherheit waren und überwiegend in das Kloster Igny geflüchtet waren, gründeten 2000 in Kibungo ein neues Kloster, das 2002 zum selbständigen Priorat erhoben wurde. Gründungsbischof war Frédéric Rubwejanga.
Oberinnen:
- Immaculée Uzaribara (2000–2002)
- Philomène Kalimbanya (seit 2002)